# Maulde
Maulde é uma comuna francesa na região administrativa de Altos da França, no departamento do Norte. Estende-se por uma área de 5.18 km². Em 2010 a comuna tinha 1 036 habitantes (densidade: 200 hab./km²).